# Zetel (Friesland)

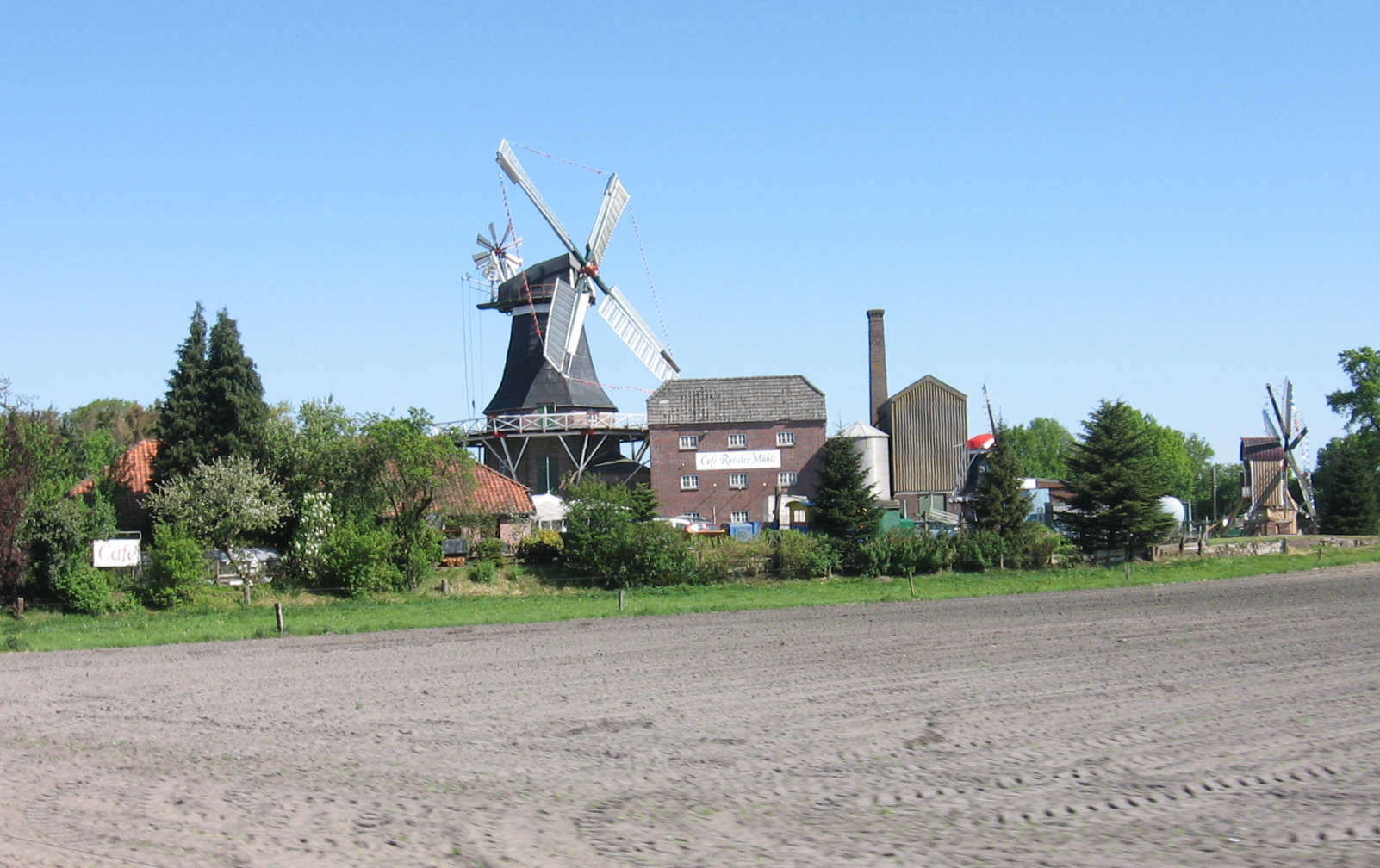
Rutteler Mühle, bij het gehucht Ruttel

Zetel is een gemeente in de Duitse deelstaat Nedersaksen. De gemeente maakt deel uit van de Landkreis Friesland. Zetel telt 11.915 inwoners.

## Plaatsen in de gemeente
De gemeente bestaat, naast de hoofdplaats Zetel, uit de volgende plaatsen (ortsteile); aangegeven is de situering; tenzij anders aangegeven, is dat de situering t.o.v. de hoofdplaats Zetel:
1. Astede[2]
2. Astederfeld, 8 km ZZW
3. Bohlenberge, 1½ km NW
4. Bohlenbergerfeld, 4 km W
5. Collstede, 4½ km Z
6. Driefel, 1½ km NO
7. Ellens  met Blauhand, 6 km NO
8. Fuhrenkamp[2]
9. Neuenburg, 4 km Z
10. Neuenburgerfeld, 2 km ZW van Neuenburg
11. Ruttel, 2 km W van Neuenburg
12. Ruttelerfeld, direct ten W van Ruttel
13. Spolsen, ten W van Neuenburg
14. Schweinebrück, 2 km Z
15. Klein Schweinebrück, 2 km Z

## Ligging, infrastructuur
De gemeente ligt tussen het lage polderland langs de Jadeboezem aan de noordoostkant, grotendeels in de deels beboste zandrug Friesische Wehde, en ten noordoosten van de door hoogveen gekenmerkte streken rond Wiesmoor en in het Ammerland. In het noordoosten behoort bij Idagroden een zeer smalle strook grondgebied tot de gemeente, die uitkomt bij de Jadeboezem. 

### Buurgemeentes
- Bockhorn (Friesland) in het oosten
- Sande in het noorden
- Friedeburg in het westen
- Uplengen in het zuiden.

### Belangrijke steden in de nabijheid
- Wilhelmshaven (ca. 20 kilometer noordoostwaarts)
- Oldenburg (ca. 40 kilometer zuidoostwaarts)
- Emden (ca. 50 kilometer zuidwestwaarts).

### Wegverkeer
Bij Blauhand ligt afrit 7 van de Autobahn A29 tussen Wilhelmshaven en Oldenburg. Hier begint een provinciale weg, die door Zetel en Neuenburg loopt, daar de Bundesstraße 437 kruist, en 16 km verder zuidelijk bij Westerstede bij afrit 6 van de Autobahn A28 tussen Emden en Oldenburg uitkomt.

### Openbaar vervoer
Van 1896 tot 1991 was Neuenburg eindpunt van een spoorlijntje naar Zetel, Bockhorn en Varel als beginpunt. Het passagiersvervoer per trein werd wegens onvoldoende reizigers reeds in 1954 gestaakt.
Er rijden streekbussen van en naar Varel (1 x per uur), Wilhelmshaven en Westerstede (weinig frequent). Het dichtstbijzijnde spoorwegstation staat te Varel.

## Economie
- Belangrijk is de productie van klinkers. De gemeente heeft een eeuwenlange traditie van steenfabrieken, omdat met name in de Friesische Wehde  de klei hiervoor zeer geschikt is. De grootste fabriek staat te Schweinebrück.
- Met name rond Neuenburg is er, vanwege het natuurschoon, sprake van enig toerisme.
- De landbouw en veeteelt zijn van afnemend, maar toch nog niet te verwaarlozen belang.
- Op bedrijventerreinen in de gemeente is enig midden- en kleinbedrijf van uitsluitend regionaal en lokaal belang gevestigd.
- De munitiedepots van de Bundeswehr te Schweinebrück bieden tussen 100 en 200 mensen een goed betaalde baan en zijn dus belangrijk voor de economie van de gemeente.
- In de gemeente wonen betrekkelijk veel forensen, die te Wilhelmshaven een werkkring hebben.

## Geschiedenis
Zie ook Neuenburg; Graafschap Oldenburg; Jadeboezem.
Men vermoedt, dat de Chauken, een Germaanse stam, al sedert kort na het begin van de jaartelling hier leefden en in de streek de eerste warften (terpen) bouwden.
De meeste dorpen in de gemeente ontstonden in de middeleeuwen, maar hadden te lijden van de vele stormvloeden, die enkele dorpen onder water zetten, waarna vaak herbouw meer landinwaarts volgde. Vanaf de 17e eeuw werd door inpoldering weer land gewonnen.  Het dorp Ellens bijvoorbeeld is in de 15e en 16e eeuw een eilandje midden in de Jadeboezem geweest, en ook nog een keer overstroomd geweest. Zelfs de wat hoger tegen de Wehde aan gelegen plaatsen Zetel en Driefel lagen in de 16e eeuw enige tijd aan de kust.

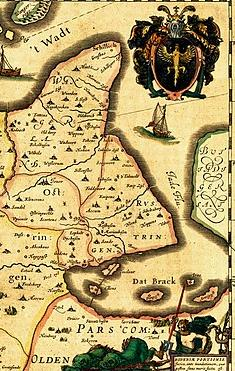
Kaart Jadeboezem 1612

In de huidige gemeente Zetel was met name een zo ontstane inham van de Jadeboezem (zie linksonder op bovenstaande kaart) met de naam Schwarzes Brack van belang. Tot en met de 16e eeuw moesten mensen, die van het Jeverland over land naar de rest van het Graafschap Oldenburg en terug wilden reizen, een omweg om deze zeearm heen maken, over gebied, dat aan de Oldenburgers vijandig gezinde Oostfriezen toebehoorde. De Oostfriezen hieven hier tol, en bezorgden de Oldenburgers soms ook ernstiger ongemakken. Tussen 1593 en 1615 werd in Oldenburgse opdracht van  deze inham via Ellens en een ander eiland door middel van de Ellenser Damm ( de verticale streep op de kaart) afgedamd, en in de jaren daarna ingepolderd. Dit ondanks hevige, ook juridische, maar uiteindelijk vergeefse protesten van de Oostfriezen. Over de Ellenser Damm werd een weg aangelegd, die een belangrijke  verbinding tussen Oldenburg en Jever ging vormen. In de Dertigjarige Oorlog bezetten protestants gezinde, vooral Oostfriese, troepen van Peter Ernst II van Mansfeld  eind 1622 de dam en bouwden er een schans bij, maar graaf Anton Günter wist door geslaagde diplomatie de Oostfriezen tot terugtrekking te bewegen. De Oldenburgers namen de voorzorgsmaatregel, de Ellenser Damm daarna van een bastion en andere verdedigingswerken te voorzien, die pas na 1658 wegens overbodigheid weer geslecht werden. 
Van de 19e eeuw tot rond 1980 kende de gemeente een niet onbelangrijke textielindustrie. Tijdens de Tweede Wereldoorlog was er ten westen van Zetel-dorp enige militaire activiteit, o.a. het -nog steeds bestaande- munitiedepot bij Schweinebrück, een luchtafweerbatterij en een klein militair vliegveld. Mede vanwege de nabijheid van marinehaven Wilhelmshaven bracht dit de geallieerden ertoe, de gemeente Zetel enige keren te bombarderen, waarbij veel schade ontstond en een beperkt aantal dodelijke slachtoffers vielen.

## Bezienswaardigheden
- Het natuurschoon van de bossen van de Friesische Wehde, waaronder het Neuenburger Urwald direct ten oosten van Neuenburg ( dat een staatlich anerkannter Erholungsort is)
- Ten zuidwesten van Neuenburg ligt hoogveenreservaat Spolsener Moor, waar een natuurherstelprogramma, o.a. door vernatting in uitvoering is. Langs het gebied loopt een wandelpad met informatiepanelen.
- Kasteel Neuenburg, o.a. als trouwzaal, kapel en vogelkundig museum in gebruik
- De St. Martenskerk te Zetel
- Het Noordwestduitse Schoolmuseum, gevestigd in een voormalige school, is tussen april en oktober geopend; er worden o.a. lessen aan de lagere scholen uit het Pruisen ten tijde van keizer Wilhelm II nagespeeld.
- De Rutteler Mühle, een nog als zaagmolen in bedrijf zijnde achtkante bovenkruier, met horecagelegenheid.

## Partnergemeente
Er bestaat een jumelage met de Poolse stad Szczyrk.

## Afbeeldingen

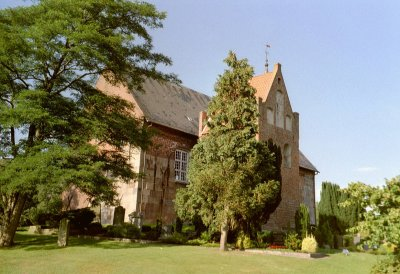
De St. Martenskerk te Zetel
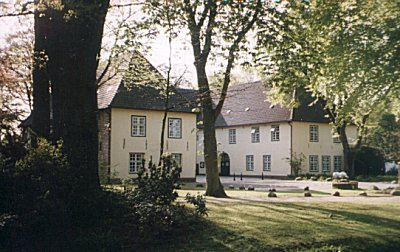
Slot Neuenburg
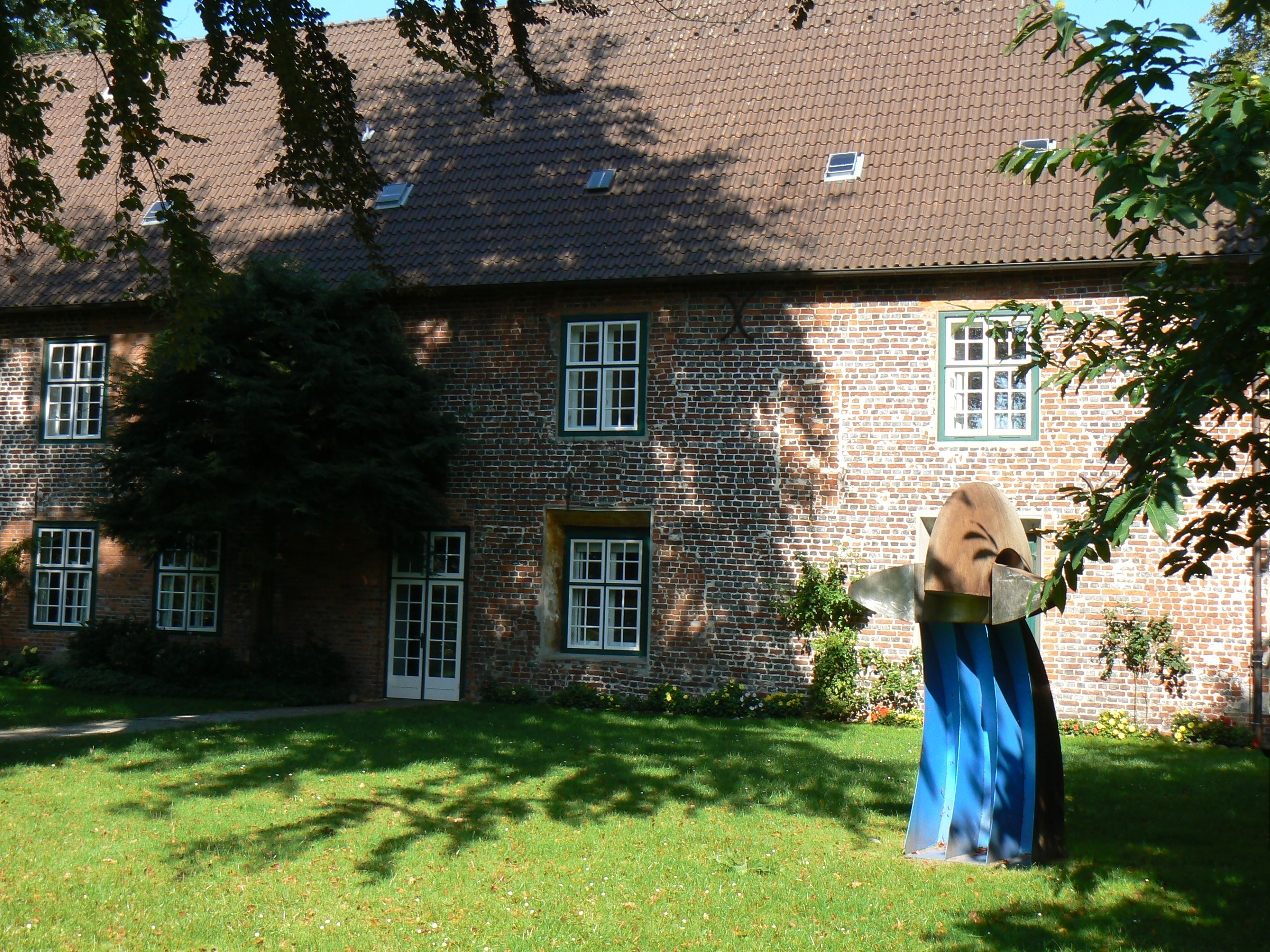
Sculptuur van Leonard Wübbena bij kasteel Neuenburg
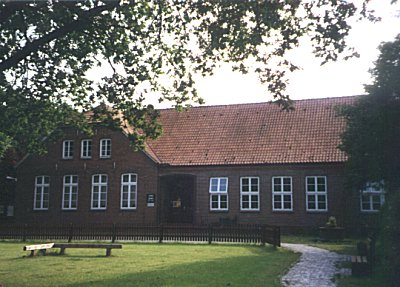
Noordwestduits Schoolmuseum

Bockhorn · 
Jever · 
Sande · 
Schortens · 
Varel · 
Wangerland · 
Wangerooge · 
Zetel
- Gemeinsame Normdatei: 4221722-2
- MusicBrainz: 9f3cf413-f494-40df-9b04-f9d0f7389ef7
- Virtual International Authority File: 239965722
- WorldCat: E39PBJqqCxYyTrjdYbMbxm7rbd